# Koddskär
Koddskär är en ö i Finland. Den ligger i Skärgårdshavet och i kommunen Kimitoön i den ekonomiska regionen  Åboland i landskapet Egentliga Finland, i den sydvästra delen av landet. Ön ligger omkring 68 kilometer söder om Åbo och omkring 160 kilometer väster om Helsingfors.
Öns area är 7 hektar och dess största längd är 480 meter i nord-sydlig riktning. Ön höjer sig omkring 10 meter över havsytan.